# Charchakis
Charchakis (in armeno Ճարճակիս?, anche chiamato Դերեկ, Derek, Dzhardzharis e Jarjaris) è un comune dell'Armenia di 470 abitanti (2001) della provincia di Aragatsotn. Il paese ospita le rovine di una chiesa del V secolo.